# مونیکا مروزوفسکا
مونیکا مروزوفسکا (لهستانی: Monika Mrozowska؛ زادهٔ ۱۴ مهٔ ۱۹۸۰) بازیگر اهل لهستان است.
وی در دوران کودکی در گروه موسیقی کودکان معروف لهستانی فاسولکی آواز می‌خواند. در سال ۱۹۹۹ او فعالیت منظم خود را در بازیگری آغاز کرد. او به هنر - به ویژه مجسمه‌سازی - علاقه دارد و حتی شرکت کوچک خود را اداره می‌کند. او دو دختر دارد: کارولینا (متولد ۲۰۰۳)، یاگودا (متولد ۲۰۱۰) و دو پسر: یوزف (متولد ۲۰۱۴) و لوتسیان (متولد ۲۰۲۱).
عکس مونیکا مروزوفسکا دو بار در نشریه پلی‌بوی (۲۰۰۴ و ۲۰۰۸) منتشر شده است.
از فیلم‌ها یا مجموعه‌های تلویزیونی که وی در آن‌ها نقش داشته‌است، می‌توان به خانواده جایگزین، هتل ۵۲، دهن‌به‌دهن، در خوشی و سختی، طایفه و دوستان اشاره نمود.